# Видовец
Видовец је насељено место и седиште општине у Вараждинској жупанији, Хрватска. До територијалне реорганизације у Хрватској налазио се у саставу бивше велике општине Вараждин.

## Становништво
На попису становништва 2011. године, општина Видовец је имала 5.425 становника, од чега у самом Видовцу 851.

## Попис1991.
На попису становништва 1991. године, насељено место Видовец је имало 846 становника, следећег националног састава:
| Попис 1991.‍ | Попис 1991.‍ | Попис 1991.‍ | Попис 1991.‍ | Попис 1991.‍ |
| ----------- | ----------- | ----------- | ----------- | ----------- |
|             |             |             |             |             |
| Хрвати      | Хрвати      |             | 841         | 99,40%      |
| Југословени | Југословени |             | 1           | 0,11%       |
| непознато   | непознато   |             | 4           | 0,47%       |
| укупно: 846 |             |             |             |             |